# Igreja de Vera Cruz
A Igreja de Vera Cruz (também conhecida como «nova igreja») (em castelhano:  iglesia de la Vera Cruz ou iglesia nueva) é um templo católico situado no município espanhol de Carvalhinho, na província de Ourense. É uma das últimas obras inacabadas do arquitecto galego Antonio Palacios (finalizada em 1975). Sua construção data de meados do século XX e foi financiada com a ajuda local. Sua origem foi obra pastoral do pároco Luciano Evaristo Vaamonde da Cortiña.

## Torre
A torre tem uma altitude de cinquenta e dois metros.